# Lipý
Lipý je zřícenina hradu v centru České Lípy v Libereckém kraji. Původní gotický vodní hrad ze 13. století byl v 17. století přestavěn na renesanční zámek, který byl po druhé světové válce z větší části zbourán. Po roce 1995 jsou zbytky původního hradu upravovány a jeho areál je využíván pro kulturní akce města. Je chráněn jako kulturní památka.

## Historie

### Založení

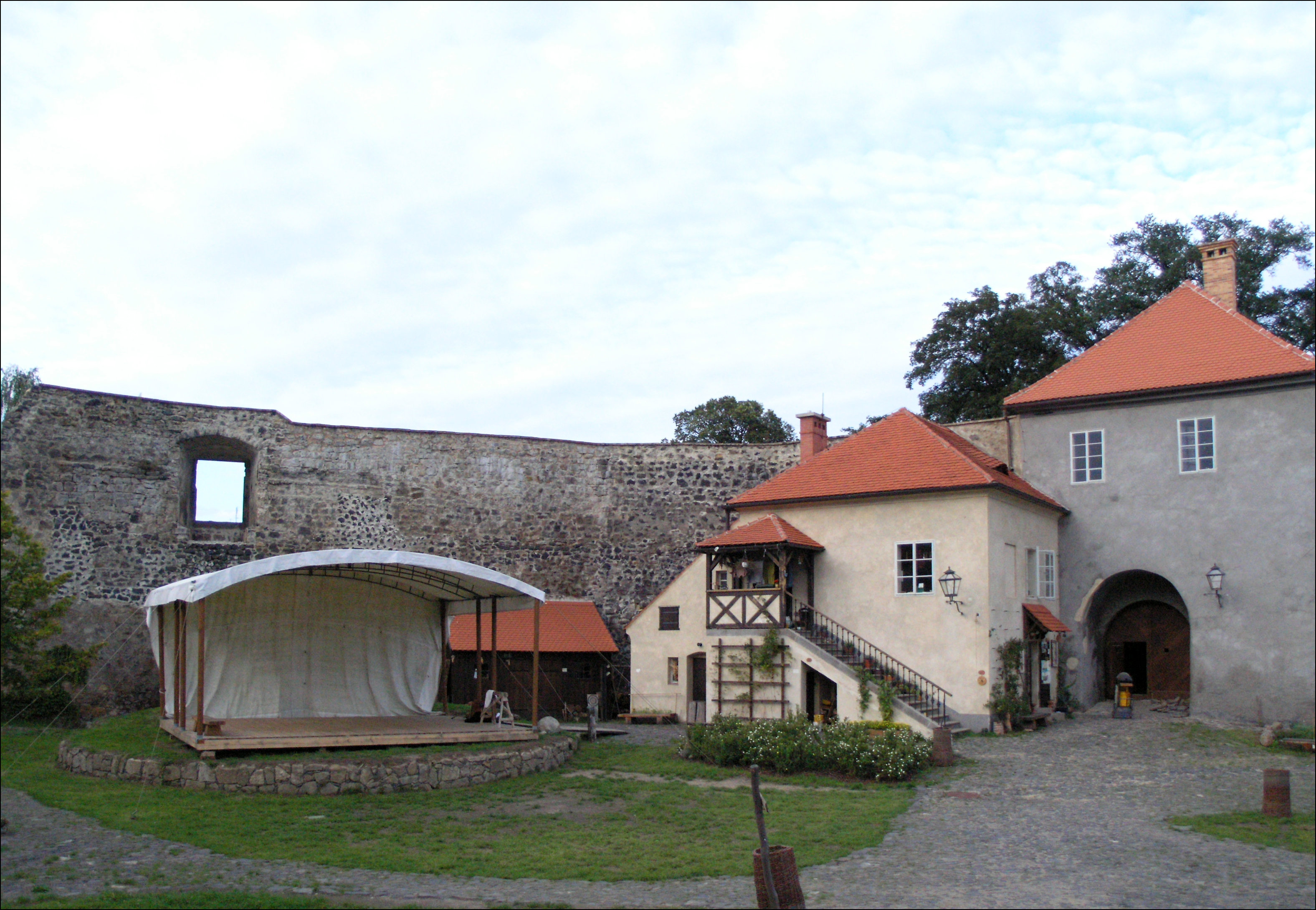
Pohled do nádvoří od jihozápadu

Hrad založil kolem roku 1268 jistý Chval z rodu Ronovců na ostrově mezi tehdejšími rameny řeky Ploučnice, nejspíše na místě strážného hrádku srbských Milčanů. V dostavbě dřevěného sídla pokračoval jeho syn Čeněk (možná byl zakladatelem on), který se jako první z rodu psal v roce 1277 z Lipé. Protože padl roku 1278 v bitvě na Moravském poli, hradním pánem se stal jeho syn Jindřich z Lipé, významný šlechtic králova dvora. Listiny dosvědčující prodeje či převody hradu se z dob před rokem 1320 nedochovaly. Kolem hradu byly stavěny další budovy včetně kostela a v období mezi roky 1305 až 1319 zde Jindřich z Lipé založil městečko, dnešní Českou Lípu.
Původní hrad byl tvořen dřevěnou obytnou stavbou na západní straně dispozice. Obehnána byla příkopem s vnějším valem, zakončeným s největší pravděpodobností dřevěnou palisádou. Krátce po založení hradu byla v severní části vybudována mohutná kamenná věž kruhového půdorysu o průměru 12,6 metru (bergfrit), která sloužila nejen jako skladiště, ale byla hlavně posledním útočištěm obránců hradu. V místech dnešního vstupu na hrad stávala dřevěná obytná budova, z níž se dochovaly pouze základy pece.

### Přestavby
Již zmíněný Jindřich z Lipé započal s prvními přestavbami, takže před rokem 1300 se z dřevěného stává Lipý hradem kamenným. Zboural dřevěné palisády i val a místo nich nechal postavit lomené kamenné hradby. V nich byla vstupní brána na východní straně a v jihozápadní části byl postaven kamenný, patrový podsklepený palác. Z něj se zachovaly dodnes viditelné základy. V průběhu 14. století došlo již s novými vlastníky k výstavbě nového paláce na jižní straně a záchodové věže, vysunuté do hradního příkopu, na severní straně. Součástí nového paláce byly sklepy s unikátními výstužnými žebry v klenbě.

### Páni zDubé

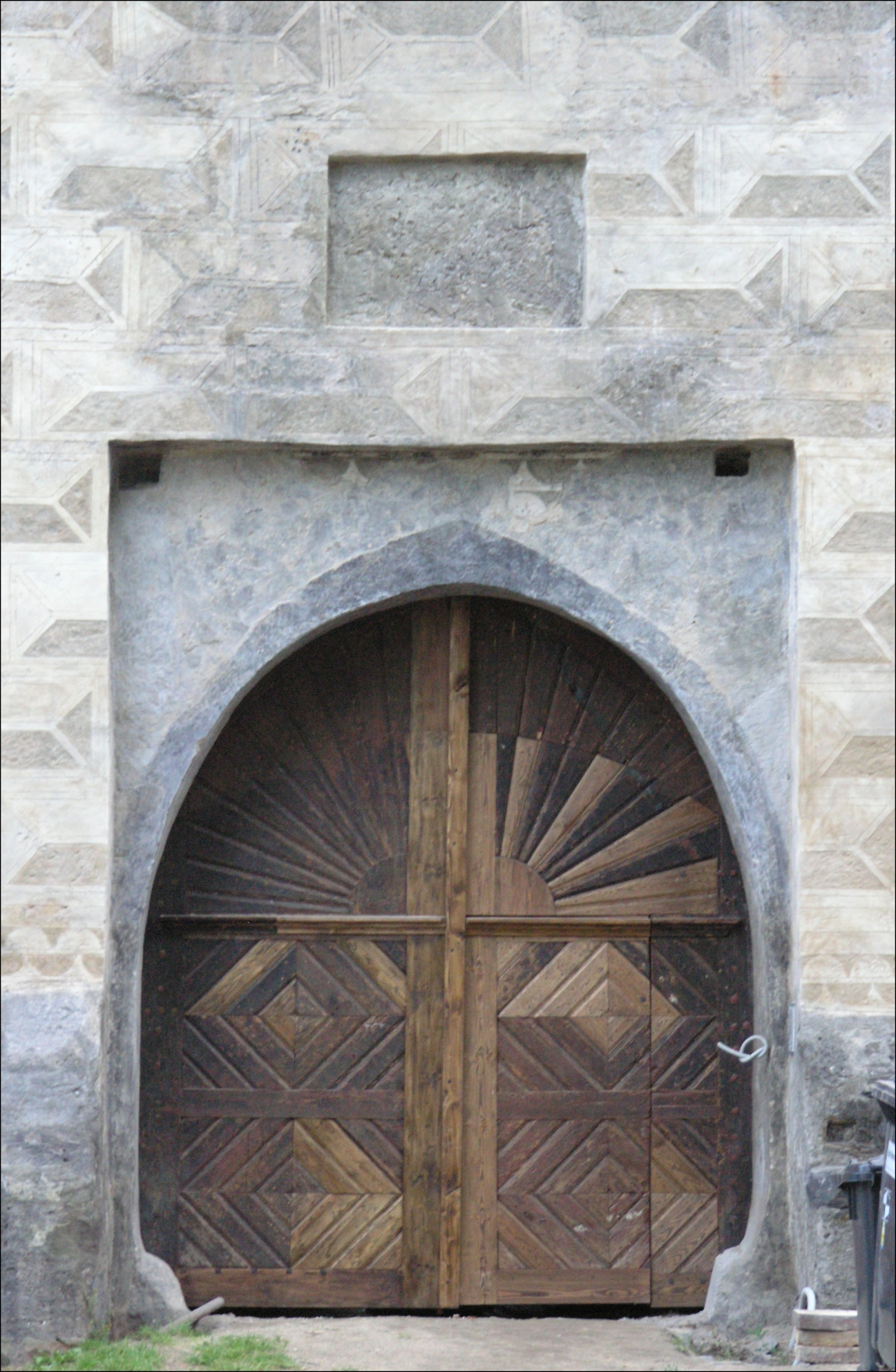
Východní brána

V roce 1319 se Jindřich rozhodl Lipý prodat Berkům z Dubé, svým příbuzným rozvětveného rodu Ronovců a odstěhoval se na Moravu. Prvním z řady nových vlastníků byl bohatý Hynek Berka, psaný z Dubé a Lipé, nejvyšší pražský purkrabí jako jeho otec, po jeho smrti v roce 1348 jeho syn, také Hynek. Když ten roku 1361 zemřel, hrad převzal bratr Jindřich a po něm synovec Hynek. Kolem roku 1400 je jako vlastník zmiňován jiný Hynek, přezdívaný Hlaváč.
Berkové postavili dodnes stojící východní bránu a v části jižní další z paláců. Dnes z něj zůstaly základy a bytelné, vyztužené sklepy.
V první etapě držení hradu rodem Berků zůstal přes sto let, do husitských válek. Dne 19. května 1426 jej i s okolím dobylo a vypálilo sirotčí husitské vojsko vedené Janem Roháčem z Dubé a udělalo z něj jednu ze svých základen. Po skončení husitských válek se novým majitelem hradu stal roku 1435 Zikmund Děčínský z Vartenberka, manžel vdovy po Hynku Hlaváčovi. Kvůli loupeživým výpravám jeho příbuzného Jana z Ralska v Lužici došlo k odvetné výpravě, při níž byl v roce 1444 hrad dobyt žoldnéřským vojskem lužického Šestiměstí. Pak byl vrácen Berkům z Dubé, Jindřichu Berkovi z Lipé a na Milštejně.
O několik desítek let později, již v 16. století, se Berkové pustili do přestavby hradu na zámek. Na severní straně postavili nový palác a také domek v renesančním stylu. Z roku 1591 je zachován zápis o prodeji i s popisem prodávané části Lipého. Koupí paní Kunhuta Berková získala zámek celý. V kupní listině je jmenován kamenný most u zámku Lipého s světnicemi, dvěma zdvihnutými mosty a dalším mostem vedoucím od mlýna, příkopy, sklepy.
Druhá etapa držení hradu rodem Berků (1444–1607) započala zmíněným Jindřichem, po jehož smrti bylo panství i podíly na hradu i městečka děleny mezi jeho čtyři syny, o další dělení se roku 1502 postarali jeho vnuci. Ti pak své majetkové podíly postupně odprodali. Pak se zde vlastníci střídají, uváděni jsou např. Vartenberkové a další Berkové. Poslední z této rodové Adam z větve Berků zemřel roku 1607.

### Postupná zkáza
Po rodu Berků se stal novým majitelem Jan Abraham ze Salhausenu, protože si za manželku vzal vdovu po zmíněném Adamovi Annu Berkovou, po jeho smrti roku 1616 jeho bratr Volf. Pak následovala bitva na Bílé hoře a konfiskace hradu. Novým majitelem panství i zámku se stal koupí od české komory 19. prosince 1622 Albrecht z Valdštejna. Ten ovšem sídlil na Novém zámku, (nyní zámek Zahrádky) a do hradu nastěhoval úředníky. Objekt začal chátrat. V roce 1636 byl Valdštejnům majetek zkonfiskován, takže jej získala Isabela z Harrachu. O sedm let později byl zámek dobyt a vyrabován švédským vojskem. Tím definitivně skončila jeho sídelní funkce.
Později se hrad, v té době již chátrající zámek dostal na 200 let do vlastnictví rodu Kouniců. Na další zkáze se podílel i velký požár z května 1820, který zničil jak město, tak větší část zámku. Z roku 1778 se zachovala zpráva, že zde poobědval císař Josef II. se svými generály Laudonem a Lascym, takže zámek byl v té době ještě udržován.
V roce 1867 jej Kounicové pronajali (roku 1871 za 27 000 zlatých prodali) Salomonu Altschulovi a Josefu Mülleroví, kteří zde vybudovali cukrovar a stavebně zbytky zámku při stavbě rafinérie téměř zlikvidovali. Cukrovar zde fungoval do začátku první světové války. Některé neobývané ruiny zámku sloužily jako divadlo, židovská i obecná škola, zvonařská dílna.
Altschulovi zde i přes odpor úřadů v roce 1925 postavili řadu nouzových bytů a když kvůli svému židovskému původu emigrovali, objekty převzalo do své správy město Česká Lípa. V roce 1939 nechalo některé provizorní přístřešky zbourat. Během války zde byly sklady, úkryty, ubytovny pro vojsko i francouzské zajatce a deportované ruské dělníky.
V roce 1957 bylo tehdejším (městským národním výborem) rozhodnuto o odstranění jižního paláce. Ač státní prostředky byly určeny k částečné demolici bez trhavin a k zakonzervování zbytků, místní úředníci nechali zbytky v roce 1957 odstřelit. Z někdejšího hradu a zámku nezbylo téměř nic, na jejich místě byly postaveny různé přístřešky.

### Obnova

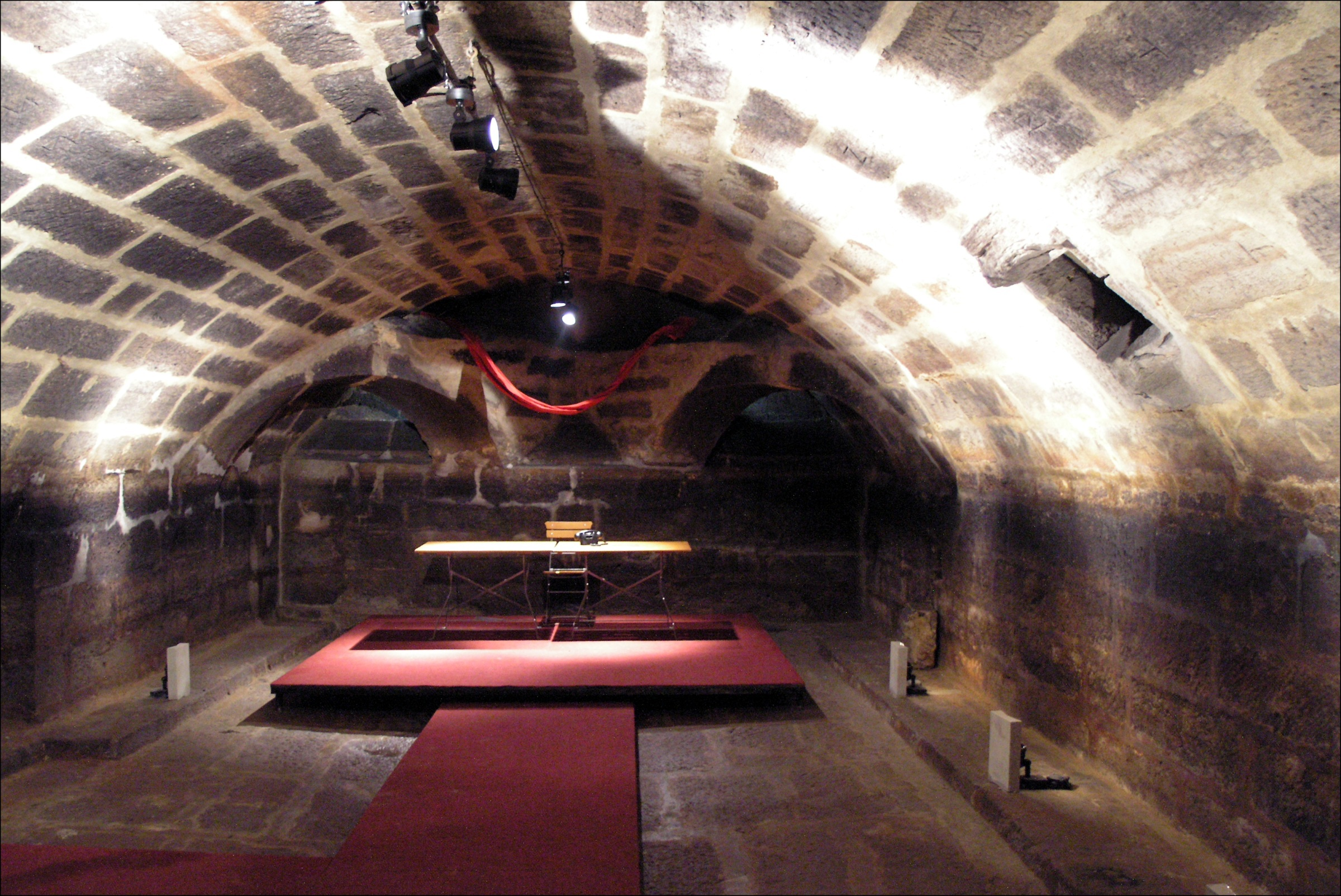
Kulturní akce probíhají i v zachovaných sklepech pod jižním palácem

| Rok  | Počet návštěvníků |
| ---- | ----------------- |
| 2015 | 5 597             |
| 2016 | 7 148             |
| 2017 | 10 249            |

V roce 1995–2003 proběhl kompletní archeologický výzkum hradu a postupně jsou části hradu renovovány. Náklady do konce roku 2008 byly vyčísleny na 35 milionů korun. Mobiliář do prostor hradu zapůjčil Národní památkový ústav, protože z původního nezbylo téměř nic.
Ve východní části někdejšího hradu je umístěna stálá expozice, věnovaná někdejší židovské menšině a také existenci cukrovaru. Hrad  slouží i jako místo konání mnoha kulturních a společenských akcí, např. pašijových her, či části programu Českolipských slavností. Jsou zde konány prohlídky s průvodcem.
Město hrad svěřilo do péče své příspěvkové organizace Kulturní dům Crystal. Na podzim 2010 pak zastupitelstvo města rozhodlo vytvořit od 1. ledna 2011 novou svou příspěvkovou organizaci Lipý Česká Lípa, která se stará i v sousedství hradu nově budované historické Centrum textilního tisku. Tato historická expozice byla otevřena veřejnosti v polovině února 2011. Náklady na její vybudování byly 16 milionů Kč.
Počátkem léta 2013 zde byla instalována výstava Kaleidoskop turistiky, věnována historii turistiky na Českolipsku. Výstavu vytvořil odbor turistiky KČT Česká Lípa. Nádvoří hradu je využíváno i jako improvizované letní kino. V letech 2003 až 2015 zde působil jako průvodce a správce Petr Nárovec.